# Léon Brunin
Pour les articles homonymes, voir Brunin.
Léon Brunin, né à Anvers le 20 novembre 1861 où il est mort le 13 mars 1949, est un peintre belge.

## Biographie
Élève de l'Académie royale des beaux-arts d'Anvers, il reçoit une médaille de 3e classe au Salon des artistes français de 1892.
Il est l'un des membres fondateurs du collectif artistique Als ik Kan, créé en 1883.

## Élèves
- Servais Detilleux (à qui l'on doit en 1929 un Portrait de Mme Léon Brunin[3]